# 參蘇飲
參蘇飲出自《太平惠民和剂局方》，屬扶正解表劑，有益气解表，宣肺化痰之效。

## 组成
木香15克 紫苏叶 干葛(洗) 半夏(汤洗七次，姜汁制，炒) 前胡(去苗) 人参 茯苓(去皮)各23克 枳壳(去瓤，麸炒)桔梗(去芦) 甘草(炙) 陈皮(去白)各15克

## 用法
上药哎咀。每服12克，用水220毫升，加生姜7片，大枣1个，煎至140毫升，去滓，微热服，不拘时候。若因感冒发热，以被盖卧，连进数服，微汗即愈；面有余热，更宜徐徐服之，自然平治；若因痰饮发热，但连日频进此药，以退为期，不可预止。

## 主治
虚人外感风寒，内伤痰饮，恶寒发热，头痛鼻塞，咳嗽痰多，胸膈满闷，或痰积中脘，眩晕嘈杂，怔忡哕逆。
　　

## 外部連結
- 參蘇飲 中藥方劑圖像數據庫 (香港浸會大學中醫藥學院) （中文）（英文）